# America (Cattelan)
America is een kunstwerk uit 2016 van de Italiaanse kunstenaar Maurizio Cattelan en een voorbeeld van satirische participatieve kunst. Het is een volledig werkende toilet vervaardigd in 18 karaats goud.

## Solomon R. Guggenheim Museum
Cattelan creëerde het toilet in 2016 voor het Solomon R. Guggenheim Museum in New York. Het toilet werd in een gieterij in Florence gegoten in verschillende delen die aan elkaar gelast werden. Het werd gemaakt naar de vorm van de andere Kohler-toiletten van het museum en werd in september 2016 geïnstalleerd in een van de bezoekerstoiletten van het museum. Voor het onderhoud werd een speciale reinigingsroutine ingevoerd.
Volgens het museum wachtten meer dan 100.000 mensen in de rij om America te gebruiken, dat werd bewaakt door een bewaker die buiten aan de deur was geplaatst. Volgens Cattelan was het werk gemaakt van 103 kilogram goud met een geschatte waarde van meer dan vier miljoen dollar in september 2019. Als kunstwerk werd het geschat op zes miljoen dollar.
Toen het museum in september 2017 een verzoek van het Witte Huis weigerde om het schilderij Landschap met sneeuw van Van Gogh uit 1888 uit te lenen voor de privékamers van president Donald Trump, bood curator Nancy Spector aan om America in plaats daarvan uit te lenen. Enig antwoord van het Witte Huis werd niet gemeld.

## Blenheim Palace
In september 2019 werd America geïnstalleerd in het Blenheim Palace in het Verenigd Koninkrijk, waar het beschikbaar was voor gebruik als onderdeel van een tentoonstelling van de werken van Cattelan. Het werd geplaatst in een toilet dat vroeger werd gebruikt door Winston Churchill. Op 14 september 2019 werd het kunstwerk gestolen. Omdat het was aangesloten op de waterleidingen van het gebouw, veroorzaakte de diefstal structurele schade en wateroverlast in het paleis dat op de werelderfgoedlijst staat. Twee mannen werden gearresteerd maar weer vrijgelaten. De verzekeringsmaatschappij van Blenheim loofde 100.000 pond als beloning uit voor de terugvondst van het toilet. Half oktober 2019 werden drie nieuwe arrestaties verricht in verband met de diefstal.